# Tenuipalpus oribiensis
Tenuipalpus oribiensis är en spindeldjursart som beskrevs av Meyer 1979. Tenuipalpus oribiensis ingår i släktet Tenuipalpus och familjen Tenuipalpidae. Inga underarter finns listade i Catalogue of Life.